# يوكي ناغاهاتا
يوكي ناغاهاتا (باليابانية: 永畑 祐樹) (2 مايو 1989 في كاغوشيما في اليابان – )؛ هو لاعب كرة قدم ياباني سابق كان يلعب كلاعب وسط.

## وصلات خارجية
- يوكي ناغاهاتا على موقع رابطة كرة القدم اليابانية للمحترفين (اليابانية)
- يوكي ناغاهاتا على موقع قاعدة بيانات كرة القدم.إي يو (الإنجليزية)
- يوكي ناغاهاتا على موقع Soccerway.com (الإنجليزية)
- يوكي ناغاهاتا على موقع عالم كرة القدم.نت (الإنجليزية)